# اشلی فیکلینگ
اشلی فیکلینگ (انگلیسی: Ashley Fickling؛ زادهٔ ۱۵ نوامبر ۱۹۷۲) بازیکن فوتبال اهل بریتانیا است.
از باشگاه‌هایی که در آن بازی کرده‌است می‌توان به باشگاه فوتبال شفیلد یونایتد، باشگاه فوتبال گریمزبی تاون، باشگاه فوتبال اسکانتورپ یونایتد، و باشگاه فوتبال دارلینگتون اشاره کرد.